# Brunssum

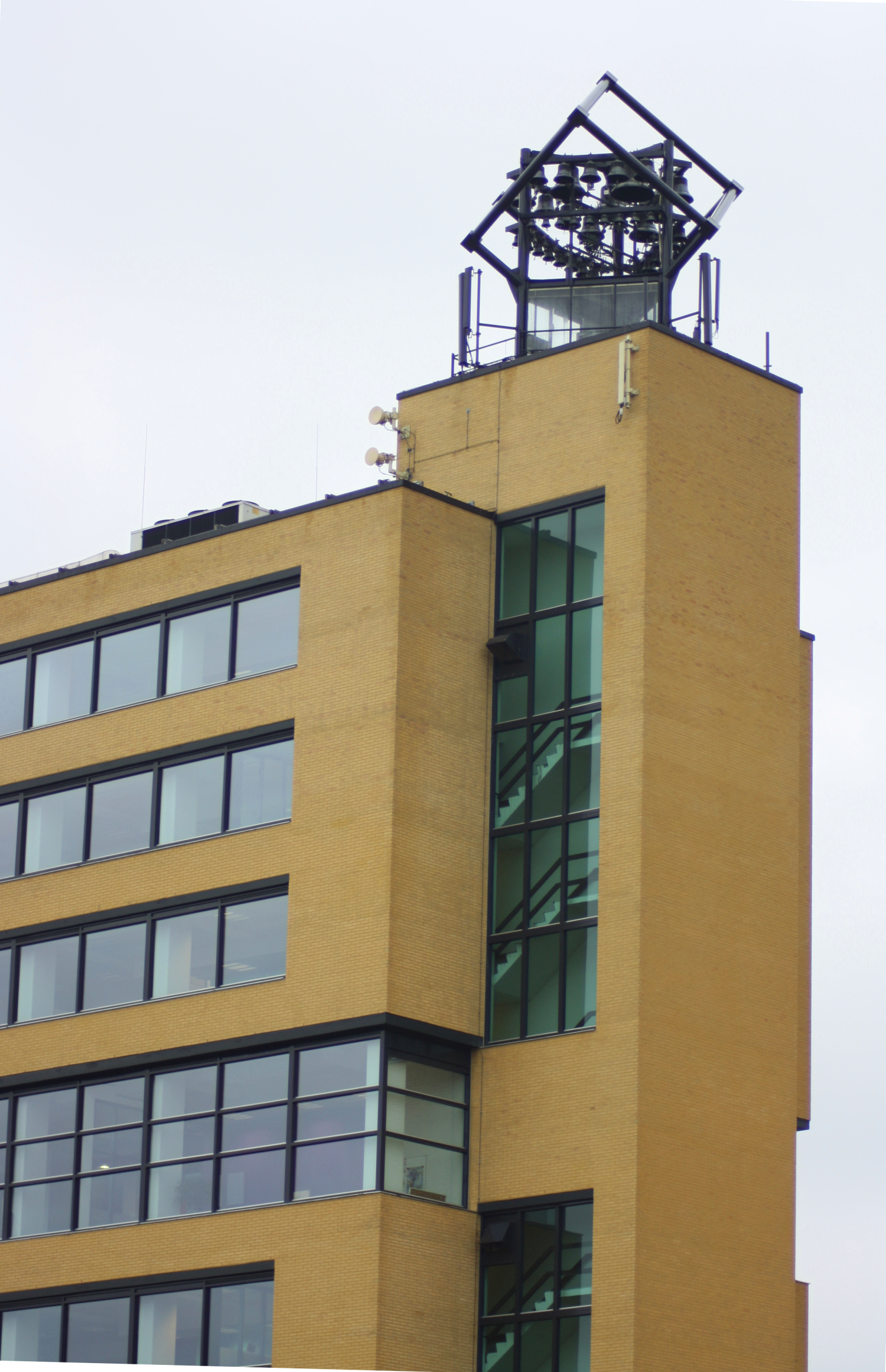
Stadshuset i Brunssum.

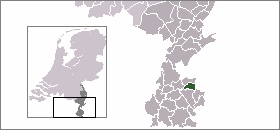
Lägeskarta

Brunssum är en kommun i provinsen Limburg i Nederländerna. Kommunens totala area är 17,29 km² (där 0,13 km² är vatten) och invånarantalet är på 29 788 invånare (2005).